# Montañas Dartry
Las montañas Dartry (en irlandés: Sléibhte Dhartraí ) son una cadena montañosa en el noroeste de Irlanda, en el norte de los condados de Sligo y Leitrim. Se encuentran entre los lagos Lough Melvin, Lough Gill y Lough MacNean. El punto más alto es Truskmore a 647 metros (2122,7 pies) . Otras montañas notables incluyen el nunatak Benbulbin a 526 metros (1725,7 pies), Benwiskin a 514 metros (1686,4 pies) y Tievebaun a 611 metros (2004,6 pies).
Las montañas llevan el nombre del antiguo túath de Dartraighe, que formaba parte del reino de Bréifne. Las montañas están muy cerca de las montañas Breifne, que se encuentran al sureste.
La cordillera es una gran meseta de piedra caliza diseccionada. Las glaciaciones tallaron las distintivas formas de esta cadena montañosa. La gama incluye los valles de Glencar, Glenade y Gleniff.

## Cumbres más altas
| Rango | Cima                   | Elevación           |
| ----- | ---------------------- | ------------------- |
| 1     | Truskmore              | 647 m (2122,7 pies) |
| 2     | Truskmore SE Cairn     | 631 m (2070,2 pies) |
| 3     | Tievebaun              | 611 m (2004,6 pies) |
| 4     | Annacoona (Slievemore) | 597 m (1958,7 pies) |
| 5     | Benbulbin              | 526 m (1725,7 pies) |
| 6     | Arroo                  | 523 m (1715,9 pies) |
| 7     | Benwiskin              | 514 m (1686,4 pies) |
| 8     | Benwiskin Sur          | 508 m (1666,7 pies) |
| 9     | Benbulbin Sur          | 505 m (1656,8 pies) |
| 10    | Aganny                 | 482 m (1581,4 pies) |

## Galería

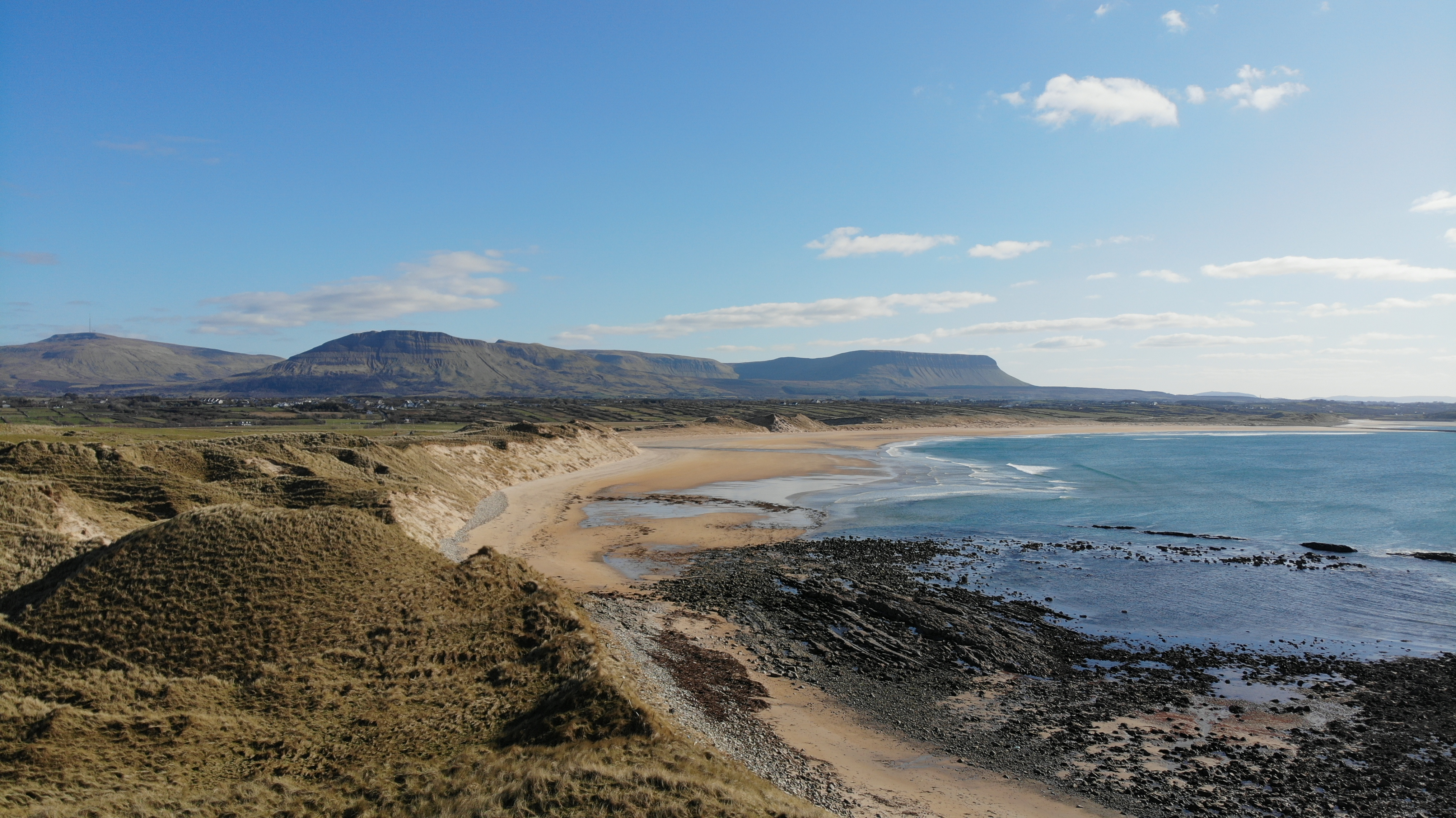
Montañas Dartry desde Mullaghmore, picos visibles (desde la izquierda): Truskmore, Benwiskin y Benbulbin
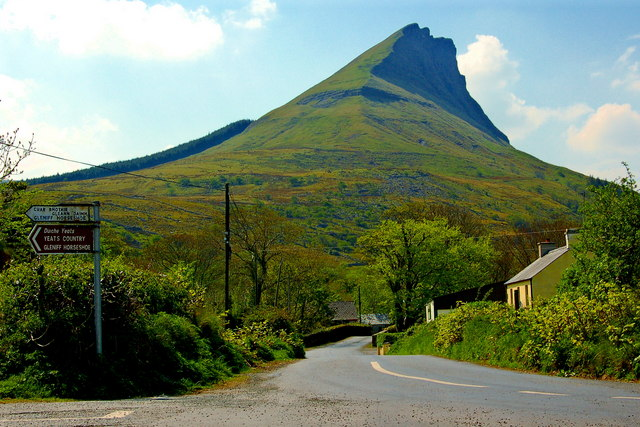
Benwiskin
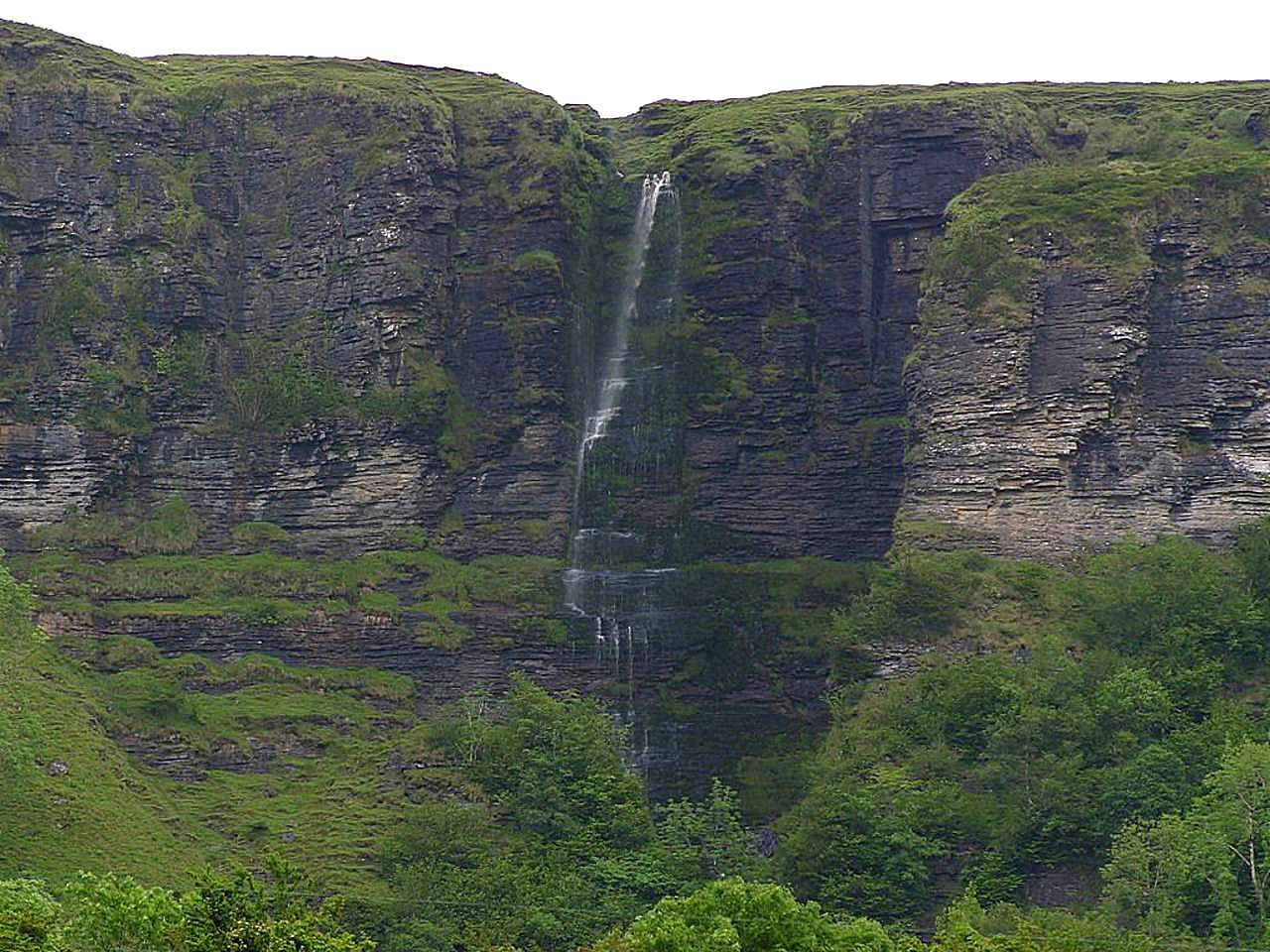
Sruth en Aghaidh an Aird, la cascada más alta de Irlanda
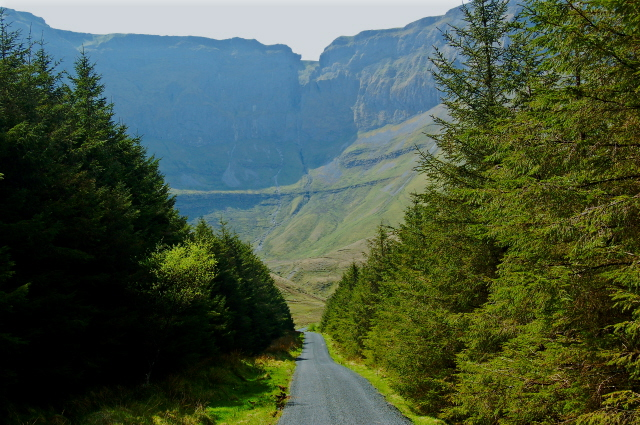
Valle de Gleniff
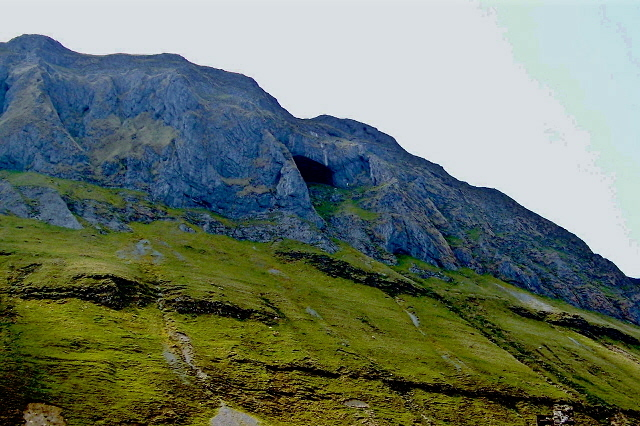
La cueva de Diarmuid y Grainne, la cueva más alta de Irlanda